# جيك هيشت
جيك هيشت (بالإنجليزية: Jake Hecht) هو فنان قتال مختلط أمريكي، ولد في 9 فبراير 1984 في سانت لويس في الولايات المتحدة.

## وصلات خارجية
- جيك هيشت على موقع شيردوغ (الإنجليزية)